# Sir'Dominic Pointer
Sir'Dominic Denzel Pointer (Detroit, 6 maggio 1992) è un cestista statunitense.

## Carriera
È stato selezionato dai Cleveland Cavaliers al secondo giro del Draft NBA 2015 (53ª scelta assoluta).

## Palmarès
- Bahraini Premier League: 3

Al Manama: 2022-2023, 2023-2024
Al Muharraq: 2024-2025
- Bahraini Cup: 2

Al Manama: 2023
Al Muharraq: 2025
- FIBA West Asia Super League: 1

Al Manama: 2022-2023